# Microrregión de Viçosa
La microrregión de Viçosa es una de las microrregiones del estado brasileño de Minas Gerais perteneciente a la Mesorregión de la Zona del Bosque. Su población fue estimada en 2006 por el IBGE en 227.203 habitantes y está dividida en veinte municipios. Posee un área total de 4.826,137 km².

## Municipios
- Alto Rio Doce
- Amparo da Serra
- Araponga
- Brás Pires
- Cajuri
- Canaã
- Cipotânea
- Coímbra
- Ervália
- Lamim
- Paula Cândido
- Pedra do Anta
- Piranga
- Porto Firme
- Presidente Bernardes
- Rio Espera
- São Miguel do Anta
- Senhora de Oliveira
- Teixeiras
- Viçosa

## Municipios con más de 10 000 habitantes
| Posición | Cidad         | Población |
| -------- | ------------- | --------- |
| 1        | Viçosa        | 74.171    |
| 2        | Ervália       | 18.855    |
| 3        | Piranga       | 17.836    |
| 4        | Alto Rio Doce | 12.778    |
| 5        | Teixeiras     | 12.187    |
| 6        | Porto Firme   | 10.989    |

Fuente: IBGE/2009
- Datos: Q2396051